# Договор о запрещении испытаний ядерного оружия в атмосфере, в космическом пространстве и под водой
| Подписавшие и ратифицировавшие Присоединившиеся к договору или преемники | Только подписавшие Не подписавшие |

Страны-члены Московского договора
Подписавшие и ратифицировавшие
Присоединившиеся к договору или преемники
Только подписавшие
Не подписавшие

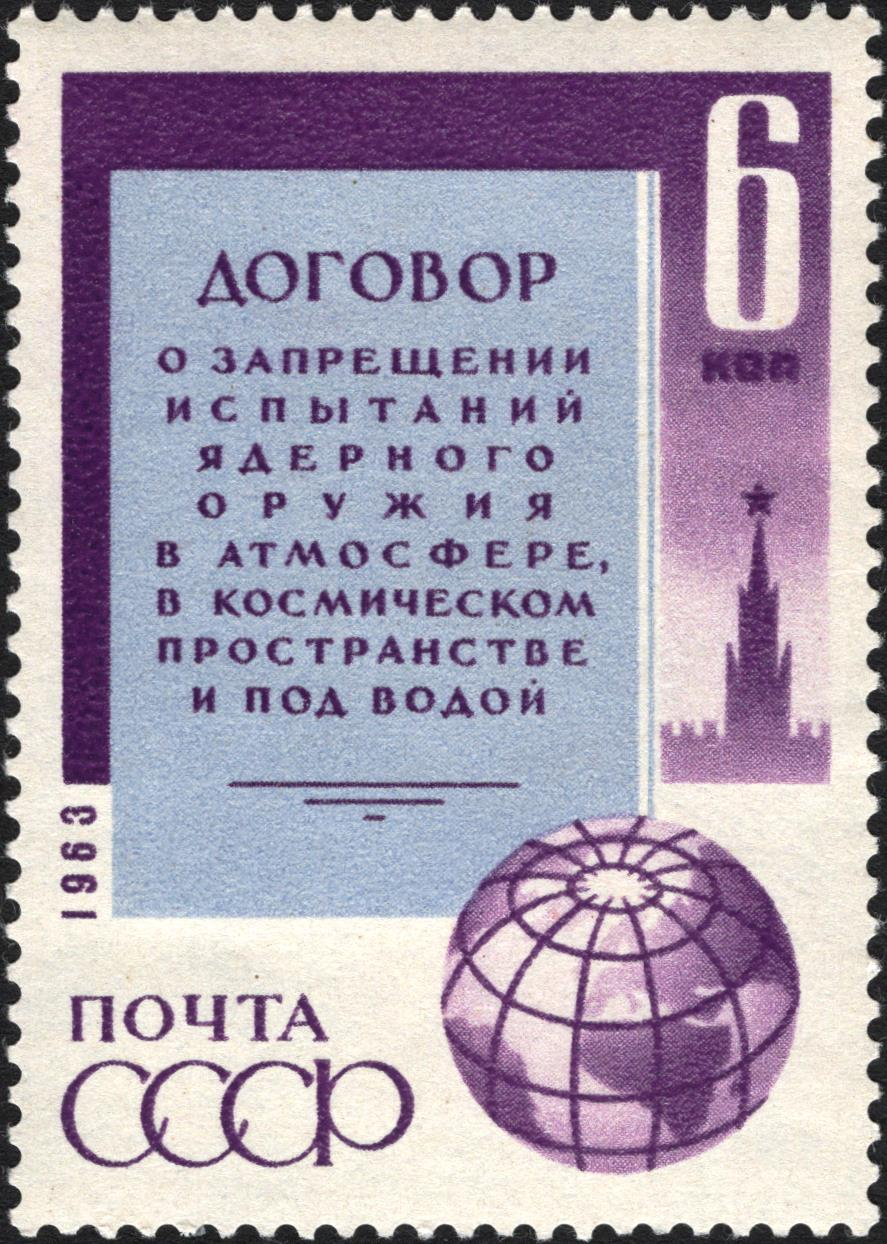
Наименование договора. Спасская башня Московского Кремля, земной шар. Почтовая марка СССР 1963 года

Содержание в воздухе изотопа ^{14}C. Фиолетовая кривая — наблюдения в Австрии, красная — в Новой Зеландии, синяя — естественный фон. Резкий всплеск, вызванный атмосферными ядерными испытаниями, сменился спадом после принятия договора

Договор о запрещении испытаний ядерного оружия в атмосфере, в космическом пространстве и под водой (также известен как Московский договор) был подписан 5 августа 1963 года в Москве. Сторонами договора являлись СССР, США и Великобритания. Договор вступил в силу 10 октября 1963 года и был открыт для подписания другими странами с 8 августа 1963 года в Москве, Вашингтоне и Лондоне. Депозитариями Договора являются СССР (Российская Федерация), США и Великобритания. В настоящее время участниками Договора является 131 государство.
Ограниченный режим запрещения испытаний ядерного оружия, введённый данным Договором, был расширен до безусловных рамок Договором о всеобъемлющем запрещении ядерных испытаний 1996 года, который, однако, не подписали или не ратифицировали некоторые ядерные державы и другие страны.

## Научно-техническая подготовка
В 1958 году начались переговоры о запрещении испытаний ядерного оружия между СССР, США и Великобританией. Первая научная консультативная группа работала в Женеве 1 июля — 21 августа 1958 года. Экспертами были выработаны требования, предъявляемые к оборудованию регистрирующих станций для осуществления контроля за прекращением ядерных испытаний. В июне 1959 года начала работу совместная техническая комиссия, рассматривавшая возможности обнаружения высотных ядерных взрывов. В ноябре-декабре 1959 года в Женеве работала вторая группа экспертов, в задачу которой входил анализ новых данных о сейсмических эффектах подземных взрывов малой мощности. Западные страны настаивали, что их нельзя однозначно отличить от тектонических землетрясений и настаивали на инспекции на местах. СССР был против. Группу советских учёных возглавлял Е. К. Фёдоров. В неё входили Н. Н. Семёнов, И. Е. Тамм, Л. М. Бреховских, М. А. Садовский.
Следующая серия заседаний Консультативной группы состоялась в мае 1960 года. Главой советской делегации на Женевском совещании экспертов по сейсмическому методу обнаружения ядерных взрывов был М. А. Садовский.
В группу научных экспертов вошли И. П. Пасечник, О. И. Лейпунский, К. Е. Губкин, В. Ф. Писаренко, Ю. В. Ризниченко, Г. Л. Шнирман На этих переговорах решался вопрос о возможности распознавания подземных ядерных взрывов в отличие от землетрясений.